# مجمع اقلیم آسیب‌پذیر
مجمع اقلیم آسیب‌پذیر یا مجمع آب و هوای آسیب‌پذیر (به انگلیسی: Climate Vulnerable Forum)، مشارکت جهانی کشورهایی است که به‌طور نامتناسبی تحت تأثیر پیامدهای دگرگونی‌های آب و هوایی قرار دارند. این مجمع به اثرات منفی تغییر اقلیم در نتیجه آسیب‌پذیری‌های اجتماعی-اقتصادی و محیطی می‌پردازد. این کشورها فعالانه به دنبال یک راه حل محکم و فوری برای تشدید تغییرهای اقلیمی در داخل و بین‌المللی هستند. مجمع اقلیم آسیب‌پذیر برای افزایش مسئولیت‌پذیری کشورهای صنعتی در قبال پیامدهای تغییرهای اقلیمی جهانی شکل گرفت. همچنین هدف آن اعمال فشار بیشتر برای اقدام برای مقابله با این چالش است که شامل اقدامات محلی کشورهایی است که مستعد تلقی می‌شوند. رهبران سیاسی درگیر در این مشارکت «از وضعیت خود به عنوان آسیب‌پذیرترین افراد در برابر تغییرهای اقلیمی استفاده می‌کنند تا در میز مذاکره به مراتب بالاتر از وزن خود قرار بگیرند». دولت‌هایی که مجمع اقلیم آسیب‌پذیر را بنیان‌گذاری کردند با تعهدهای ملی برای پیگیری توسعه کم کربن و کربن خنثی موافقت کردند.

## تأسیس
این مجمع توسط دولت مالویو پیش از گردهمایی تغییرات اقلیمی سازمان ملل ۲۰۰۹ در کپنهاگ تأسیس شد. هدف از این کار رشد آگاهی کشورهای آسیب‌پذیر بود. برای تشکیل این مجمع یازده دولت از آسیا، آفریقا، قاره آمریکا و اقیانوس آرام به نمایندگی از کشورهای آسیب‌پذیر در برابر تغییرات اقلیمی، در نزدیکی ماله، پایتخت مالدیو در نوامبر ۲۰۰۹ تجمع کردند. این دولت‌ها بیانیه‌ای صادر کردند و در آن نسبت به سرعت تغییرات و خسارات ناشی از گرمایش جهانی ابراز نگرانی کرده و اظهار داشتند که این شرایط برای ملت‌ها، فرهنگ‌ها و سبک زندگی ما تهدیدی حیاتی است و حقوق بشر مردم ما را که توسط جامعه بین‌المللی محافظت می‌شود، تضعیف می‌کند.